# Трговина оружјем
Трговина оружјем је незаконита трговина кријумчареним малокалибарским оружјем, експлозивом и муницијом. Представља део широког спектра илегалних активности које се често повезују са транснационалним криминалним организацијама. Илегална трговина малокалибарским оружјем, за разлику од других предмета организованог криминала, ближе је повезана са остваривањем моћи у заједницама уместо са стицањем економског профита. Научници процењују да илегалне трансакције оружја износе преко милијарду америчких долара годишње.
Са циљем да испрате увоз и извоз неких од најопаснијих врста наоружања, Уједињене нације су 1991. године створиле Регистар за конвенционално оружје. Учешће, међутим, није обавезно, и недостају свеобухватни подаци о регионима ван Европе. Африка је, на пример, због распрострањености корумпираних службеника и слабо примењених трговинских прописа, регион са огромним порастом илегалне активности оружја. У резолуцији да се Регистар допуни правно обавезујућим нормама , Протокол о ватреном оружју уграђен је у Конвенцију УН о транснационалном организованом криминалу, која захтева од држава да унапреде системе контроле кријумчарене муниције и ватреног оружја.
Извештај Комисије владиних експерата УН за малокалибарско оружје из 1999. године даје префињенију и прецизнију дефиницију, која је постала међународно прихваћена. Дефиниција разликује малокалибарско оружје (револвере и аутоматске пиштоље, пушке  и карабине ,митраљезе, јуришне пушке и лаке митраљезе), односно оружје дизајнирано за личну употребу, и лако оружје (тешки митраљези, ручни пушкомитраљези, монтиране бацаче граната, преносне противавионске топове, преносне противтенковске топове, бестрзајне пушке, преносне лансере противваздушних ракетних система и минобацаче калибра мање од 100 мм), којe је предвиђенo за заједничку употребу од стране више лица у истој јединици. Муниција и експлозив такође су саставни део малокалибарског и лаког наоружања које се користи у сукобима.

## Утицаји
Иако је трговина оружјем широко распрострањена у регионима политичких превирања, она није ограничена само на таква подручја, па тако је на пример, у Јужној Азији, процењено је да је око 63 милиона оружја прокријумчарено у Индију и Пакистан.
Сузбијање трговине оружјем једна је од сфера интересовања у оквиру међународног права. Уједињене нације настојале су да примене међународно право ради спречавања трговине оружјем, међутим, то је било тешко спровести, због мноштва различитих фактора који утичу на то да се трговине оружјем идаље дешава.
Нпр. у Сједињеним Државама, термин „Гвоздени цевовод“ се понекад користи за описивање међудржавног аутопута 95 и његових спојних аутопутева као коридора за трговину оружјем у подручје Њујорка.
Подручја:
САД
Током Америчког грађанског рата (1861–1865), Конфедерација није имала финансијских и производних капацитета да води рат против индустријског и просперитетног севера. Морнарица Уније спроводила је блокаду дуж 3.500 миља обале на југоистоку и Мексичком заливу како би спречила кријумчарење било какве робе са југа или на југ. У сврху повећања свог арсенала оружја, Конфедерација је Британију сматрала главним извором оружја. Британски трговци и банкари финасирали су изградњу бродова чија је намена каснине била пребацивање ратних залиха у јужне луке. Зачетници ове идеје били су страни агенти Конфедерације - Џејмс Данвуди Булок и Чарлс К. Приоло и Фрејзер, Тренхолм и Ко са седиштем у Ливерпулу, Енглеска и трговци у Глазгову, Шкотска. Британска публикација из 1862. године резимирала је учешће земље у вођењу блокаде:
„Победа за победом најбољих, најбржих британских пароброда и бродова, напуњених британским ратним материјалом сваке врсте- топовима, пушкама на стотине хиљада, барутом од хиљаду тона, сачмом, гранатом, патронама, мачевима, товар за товаром одеће, чизама, обуће, ћебади, лекова и потрепштина сваке врсте, све плаћено британским новцем, на искључиви ризик британских авантуриста, добро осигураних од стране компаније Лојдс и под заштитом британске заставе, послато је преко океана до побуњеника од стране британске агенције.”
Процењено је да су Конфедерати примили хиљаде тона барута, пола милиона пушака и неколико стотина топова од британских учесника у блокади. Као резултат блокаде која је деловала из Британије, рат је ескалирао за две године , за које време је убијено додатних 400.000 војника и цивила са обе стране. По америчком закону и члану 10 Споразума о екстрадицији између САД-а и Велике Британије из 1842. (Споразум Вебстер-Ешбуртон) у то време, председник Абрахам Линколн  имао је могућност да кривично гони оружанике (Американце и странце) и затражи од Британије да преда своје трговце оружјем који су били укључени у „Пиратерију“, али је британски амбасадор у САД лорд Лајонс запретио одмаздом у случају да британски кријумчари буду предмет кривичног гоњења. Као резултат тога, Линколн је , како би избегао диполоматски сукоб био приморан да ослободи заробљене британске учеснике блокаде уместо да их кривично гони.  
Мексико
Током Мексичке револуције, кријумчарење оружја у Мексико достигао је велики ниво, при чему је већина оружја кријумчарена из Сједињених Држава.  Пошто Мексико није производио сопствено оружје, набавка оружја и муниције била је једна од највећих брига за Мексико. По тадашњем америчком закону, кријумчари оружја у Мексико могли су бити кривично гоњени само ако је неко на лицу места ухваћен у преласку границе са намером да купљено оружје пренесе у Мексико. Због пространог и често нераваног терена америчко-мексичке границе, америчка гранична полиција са недостатком особља једноставно није могла да заустави масовно кријумчарење оружја у Мексико.
Африка
Грађански рат у Сијера Леонеу трајао је од 1991. до 2002. године и у њему је погинуло 75.000 људи. Кријумчарење оружја играло је значајну улогу у овом сукобу. Оружје свих врста било је послато из иностранства у Сијеру Леоне и Либерију. То је укључивало малокалибарско оружје, као што су пиштољи, јуришне пушке, гранате, као и  ножеве, мачете итд. Коришћена су и већа оружја попут пројектила, лаких митраљеза, минобацача, противтенковских пројектила, тенкова и авиона. За то време у суседној Либерији се одвијао грађански рат. Либеријски грађански ратови трајали су  од 1989. до 1997. Рат се одвијао између тадашње владе и Националног патриотског фронта. Лидер Националног патриотског фронта Либерије, Чарлс Тејлор, помогао је у стварању Револуционарног уједињеног фронта (РУФ) у Сијера Леонеу. Тејлор је примио хиљаде илегално купљеног оружја из источне Европе (углавном Украјине), да би затим продао део овог оружја РУФ-у у замену за дијаманте. Председник Буркине Фасо, Блејз Компаоре, „директно је олакшао Либеријску трговину оружјем за дијаманте“ с Либеријом и Сијера Леонеом. Компаоре је давао оружје Тејлору, који би их затим продао РУФ-у у замену за дијаманте. Ови крвави дијаманти би затим били предати  Компаореу у замену за за још оружја.  Оваквом цикличном разменом Компаореу је дата могућност да негира директно слање оружја Сијера Леонеу.  
Зашто трговци бирају Африку?
Трговцима је најпре потребно седиште, односно база одакле ће обављати своје операције. Штабу је потребно неколико аспеката да би било идеално место за промет оружја. Прво, штаб треба да има одговарајућу инфраструктуру. За трговину оружјем то би укључивало слетну писту за увоз и изво. Поред тога , складишта су потребна за „складиштење производа који чекају испоруку“. Када производ пристигне и буде ускладиштен, потребно га је испоручити купцу, тако да би седиште требало да буде на централној локацији у  близини сваког купца.  Такође, значајно је напоменути да Африка има мноштво незаузете земље коју трговци могу користити.
Физички простор је важан, али правила и прописи тог простора су такође релевантни. Трговцима је у циљу да траже места са корумпираним званичницима који могу бити лако подмитљиви или уцењени. Ово омогућава трговцу  да „заобиђе регулаторне и надзорне системе“ које је успоставила влада. Штавише, „лабав финансијски систем“ је кључан тако да се велике своте новца које пребацује трговац не сматрају сумњивим.
Европа
Од 1996. године, широм Европе примећена је појава трговине оружјем. Европа је свеукупно велики извозник нелегалног оружја, а Уједињено Краљевство, Немачка и Француска предњаче по највећем извозу. Увоз у Европу од 2004. до 2013. смањен је за 25%, при чему је Уједињено Краљевство увозило највише у Европи. Ватрено оружје које се увози и преноси обично је малокалибарско и лакше оружје  у поређењу са великим машинама, као што су тенкови и авиони. Постоје одређене земље, као нпр. Немачка , где се јавља „културна пракса ношења пиштоља”, због чега се на оружје гледа као на знак мушкости и  вишег статуса. Организација за европску безбедност и сарадњу (ОЕБС) 2000. године започела је с безбедносним мерама за решавање проблема трговине ватреним оружјем.

## Глобална тржишна вредност
Иако једна од најмање профитабилних илегалних активности трговина оружјем је по процени  у 2014. донела 1,7-3,5 милијарди долара, што је чини 9. највећим криминалним тржиштем, које је процењено на 1,6-2,2 билиона долара. 
АК-47 (калашњиков) је свакако једно од најпривлачнијих оружја за илегалну трговину због ниске цене и велике поузданости. У Ираку, прокријумчарени АК-47 обично кошта 150–300 долара. У првих шест месеци инвазије на Ирак 2003. године прилив новог оружја је снизио цену АК-47 до те мере да се оружје продавало за само 25 долара, а понекад и бесплатно. Поређења ради, АК-47 који се продаје на Дарк веб-у у САД  могу коштати и до 3.600 долара, пошто је цена илегалног оружја знатно повишена због удаљености и ризика који мора да пређе.

## Регулација
Гоњење трговаца оружјем показало се тешким због рупа у националним законима. Израелски трговац оружјем Леонид Минин је 2000. године ухапшен у Италији због поседовања дроге, а током издржавања казне италијанска полиција је пронашла преко 1.500 страница фалсификованих потврда трансфера новца који су га умешали у трговину оружјем. Минин је пуштен на слободу у децембру 2002. године, пошто му се према италијанском закону није могло судити јер оружје које је продао никада није пристигло у Италију. Поред тога, неки трговци оружјем ће бирати да делују у земљама у које не могу бити изручени. Трговци оружјем такође могу да избегну хапшење због недостатка сарадње између нација, посебно у Африци и бившим совјетским државама.

## У популарној култури
Филм
- „Господар рата” (2005), злочиначки ратни филм у којем Николас Кејџ игра измишљеног трговца оружјем Јурија Орлова, који је заснован на стварном Виктору Буту.

- „Ратни пси” (2016), мрачна комедија драма биографски филм заснован на истинитој причи о двојици младића, Давиду Пакузу и Ефраиму Диверолију, који су добили уговор од 300 милиона долара од Пентагона да наоружају америчке савезнике у Авганистану, а касније су се укључили у трговину оружјем.

Телевизија
- „Синови анархије”, криминалистичка драма о измишљеном мотоциклистичком клубу одметника чији је главни извор прихода трговина оружјем у земљи и иностранству.

- „Јормунганд”, аниме телевизијска серија заснована на манга серији Кеитароа Такахасхија, фокусирана је на илегалног трговца оружјем и њеног телохранитеља детета војника.